# Cabale de la dorsale
Ne doit pas être confondu avec Cabal Online.
La cabale de la dorsale (backbone cabal en anglais) est un groupe d'administrateurs de serveurs qui, en communiquant au moyen d'une liste de diffusion privée, ont imposé la restructuration des newsgroups de Usenet (nommé le Great Renaming) pendant les années 1980.

## Fonctionnement
L'absence de hiérarchies légales ou techniques au sein d'Usenet a conduit à la formation de hiérarchies sociales. L'autorité morale des uns et des autres s'acquérait à travers la discussion et la participation aux activités communautaires.
La réorganisation de la dorsale, vers 1983 est généralement attribuée à Gene « Spaf » Spafford (en) bien que Mary Ann Horton s'en soit également présentée comme l'initiatrice et meneuse. Quoi qu'il en soit, la cabale comptait de nombreux autres membres, comme Rick Adams, et aurait été active jusqu'au début des années 2000.
Pendant la plus grande partie de son existence, cette cabale a nié son existence et ceux qui y étaient impliqués affirmaient souvent « il n'y a pas de cabale » chaque fois qu'elle était évoquée en public. L'expression est parfois utilisée de manière humoristique dans le but de rejeter les théories du complot fondées sur l'existence d'une cabale secrète.

## De nos jours

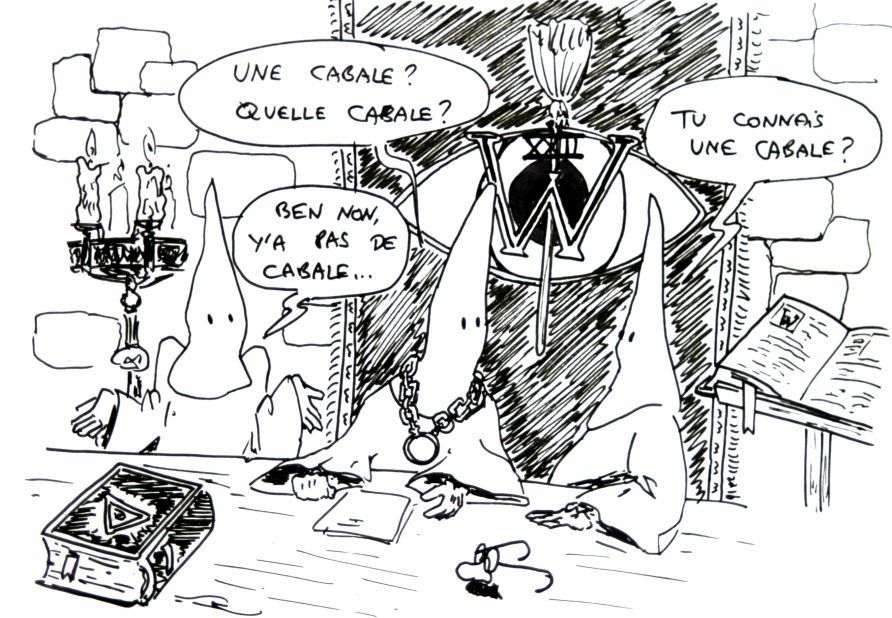
Illustration humoristique d'une cabale sur Wikipédia, qui parodie la société secrète montrée dans Les Cigares du pharaon

L'expression est également utilisée de manière ironique pour indiquer que ceux qui connaissent l'existence d'une cabale nieront toujours son existence. Guy Debord a théorisé quelque chose de similaire à propos de la Mafia.
L'origine de l'expression « Il n'y a pas de cabale » semble plus ancienne que Usenet. On en trouve en effet une occurrence dans les pamphlets de la Révolution française.
L'affaire de la cabale de la dorsale est devenue le modèle de théories du complot autour d'une hypothétique mainmise sur Usenet ou l'Internet.